# 阿迪克伊赫
阿迪克伊赫是厄立特里亞的城鎮，由南部區負責管轄，位於該國中部，距離首都阿斯馬拉約110公里，海拔高度2,416米，2010年人口估計為16,813。